# Вежялис, Юстинас
Юстинас Вежялис (лит. Justinas Vėželis, 26 сентября 1988, Электренай, Литовская ССР, СССР) — профессиональный литовский хоккеист, защитник. В настоящее время является игроком электренайской «Энергии» и сборной Литвы.

## Карьера
Родился в 1988 году в Электренае. Хоккейную карьеру начал в 2004 году в своём родном городе за клуб «Энергия», где и выступает до сих пор. Сезон 2019/20 провёл за столичный клуб «Гележинис вилкас».

## Международная
В составе национальной сборной Литвы участник квалификационных турниров на зимние Олимпийские игры 2010, 2014 и 2018, участник юниорских (U18) и молодёжных чемпионатов мира (U20). За главную команду страны выступает с 2007 года, участвовал в чемпионатах мира 2007 (дивизион II), 2008 (дивизион II), 2009 (дивизион I), 2010 (дивизион I), 2011 (дивизион I), 2013 (дивизион I), 2014 (дивизион I), 2015 (дивизион I), турнирах Европейского хоккейного вызова.